# Cardo-Torgia
Cardo-Torgia (kors. Cardu è Turghjà) – miejscowość i gmina we Francji, w regionie Korsyka, w departamencie Korsyka Południowa.
Według danych na rok 1990 gminę zamieszkiwało 29 osób, a gęstość zaludnienia wynosiła 7 osób/km².